# Hedvig Bjelkevik
Hedvig Bjelkevik (Arendal, 18 april 1981) is een voormalig Noors langebaanschaatsster. Haar tweelingzus Silje en haar oudere zus Annette schaatsten ook. De gezusters worden getraind door Peter Mueller.
Hedvig Bjelkevik leek als juniore een belofte voor de toekomst, met name op de middellange afstanden. In 1998 won ze bij de Juniorenkampioenschappen per afstand op twee afstanden goud (1000 en 1500 meter). In 1999, 2003 en 2005 werd ze Noors allroundkampioene. Daarna moest ze haar meerdere erkennen in de jongere Maren Haugli, die in 2006 met grote overmacht de zusters Bjelkevik overklaste.
Hedvig Bjelkevik nam één keer deel aan het WK allround. In 2004 werd ze 23e.

## Persoonlijke records
| Afstand    | Tijd    | Datum         | Baan           |
| ---------- | ------- | ------------- | -------------- |
| 1000 meter | 1.17,53 | 11 maart 2007 | Salt Lake City |

## Resultaten
| Jaar | NK afstanden                          | NK allround | EK allround | WK allround | WK sprint | WK afstanden                  | Olympische Spelen          | WK junioren |
| ---- | ------------------------------------- | ----------- | ----------- | ----------- | --------- | ----------------------------- | -------------------------- | ----------- |
| 1998 |                                       |             |             |             |           |                               |                            | nc18        |
| 1999 | 6e 500m · 5e 1000m · 1500m · 4e 3000m |             |             |             |           |                               |                            | 8e          |
| 2000 | 5e 500m · 4e 1000m · 4e 3000m · 5000m | Goud        | 12e         |             |           | 22e 1000m 22e 1500m 20e 3000m |                            | 6e          |
| 2001 |                                       |             |             |             |           |                               |                            |             |
| 2002 |                                       |             |             |             |           |                               |                            |             |
| 2003 | 500m · 1000m · 1500m · 3000m          | Goud        | nc17        |             |           |                               |                            |             |
| 2004 | 9e 500m · 1500m · 3000m               | Goud        | 15e         | nc21        |           |                               |                            |             |
| 2005 | 500m · 1000m · 1500m · 3000m          |             |             |             |           |                               |                            |             |
| 2006 | 500m · 1000m · 5000m                  | Zilver      | nc18        |             |           |                               | 26e 1500m 7e achtervolging |             |
| 2007 | 1000m · 1500m                         | Zilver      |             |             | 26e       | 24e 500m 21e 1000m 17e 1500m  |                            |             |